# Speciell
En sak som är speciell utgör ett specialfall, ett visst fall av flera möjliga fall, som (ofta) är extra intressant.
Inom matematiken talar man om något speciellt bara som ett visst möjligt fall av något, som för tillfället råkar vara intressant att studera.
I vardagsspråket kan speciell betyda underlig ("hon är speciell") eller särskild ("lägg speciellt märke till om spisen är avstängd").